# Мышкино (Шекснинский район)
Мышкино — деревня в Шекснинском районе Вологодской области.
Входит в состав сельского поселения Чуровского, с точки зрения административно-территориального деления — в Чуровский сельсовет.
Расстояние по автодороге до районного центра Шексны — 15 км, до центра муниципального образования Чуровского — 6 км. Ближайшие населённые пункты — Малинуха, Речная Сосновка, Гологузка, Лысково, Бессолово.
По переписи 2002 года население — 3 человека.